# دیرمان‌لی
دیرمان‌لی (به لاتین: Dəyirmanlı) یک منطقه مسکونی در جمهوری آذربایجان است که در شهرستان کردامیر واقع شده است. دیرمان‌لی ۱۶۵۵ نفر جمعیت دارد.